# Ulrika Holmgaard
Eva Ulrika Skoog Holmgaard, född 10 oktober 1962 i Lundby församling i Västerås, är en svensk VD och tidigare kulturråd.

## Utbildning
Efter gymnasieutbildning i Eskilstuna och ett års utbytesstudier i Los Angeles, läste Holmgaard företagsekonomi, ekonomisk historia, engelska och teatervetenskap vid Stockholms Universitet. Studierna varvades  med utlandsvistelser och språkstudier i bland annat Grekland, Tyskland och England. Hon gick även en utbildning i dagstidningsproduktion vid Poppius journalistskola och arbetade sedan under några år som frilansjournalist, bland annat för Eskilstuna-Kuriren och Östgöta Correspondenten.

## Karriär
Under åren 1994–2003[källa behövs] drev Holmgaard det egna företaget Scenit Produktion AB, ett tjänsteföretag inom kultursektorn. År 1994 startade hon Grupp 98 på Teater Plaza tillsammans med bland andra Thorsten Flinck. Inom ramen för Scenit produktion startade Holmgaard flera verksamheter, bland annat Kulturhusets ungdomsverksamhet Lava (1996), Stadsteaterns numera nedlagda bonusprogram Backstage (1997), De kulturhistoriska dagarna i Gamla stan[källa behövs] samt Dramatens experimentscen Elverket (2003–2007). 
Inför och under Kulturhuvudstadsåret 1998 ansvarade Holmgaard både för att skapa och driva dess infocenter, som för ett antal större scenkonstprogram som ArtGenda men också frigruppsprojektet Dabloiderna på Färgfabriken (1998), ett genreöverskridande konst- och teaterprojekt.[källa behövs]
Holmgaard var producent vid Kungliga Dramatiska Teatern åren 2000 till 2008 och gick därefter vidare ett uppdrag som  kulturråd vid Sveriges ambassad i Berlin. Uppdraget hade hon till 2011. Åren 2011–2016 var Holmgaard VD för bransch- och arbetsgivarorganisationen Svensk Scenkonst. Sedan januari 2017 är hon chef för Film- och Liveavdelningen på Folkets Hus och Parker. Under Covid-19-pandemin arbetade hon tillfälligt på Kulturrådet.